# مالی شاه
مالی شاه (انگلیسی: Molly Schaus؛ زادهٔ ۲۹ ژوئیهٔ ۱۹۸۸) بازیکن هاکی روی یخ اهل ایالات متحده آمریکا است.